# 吉阿金斯卡亞區

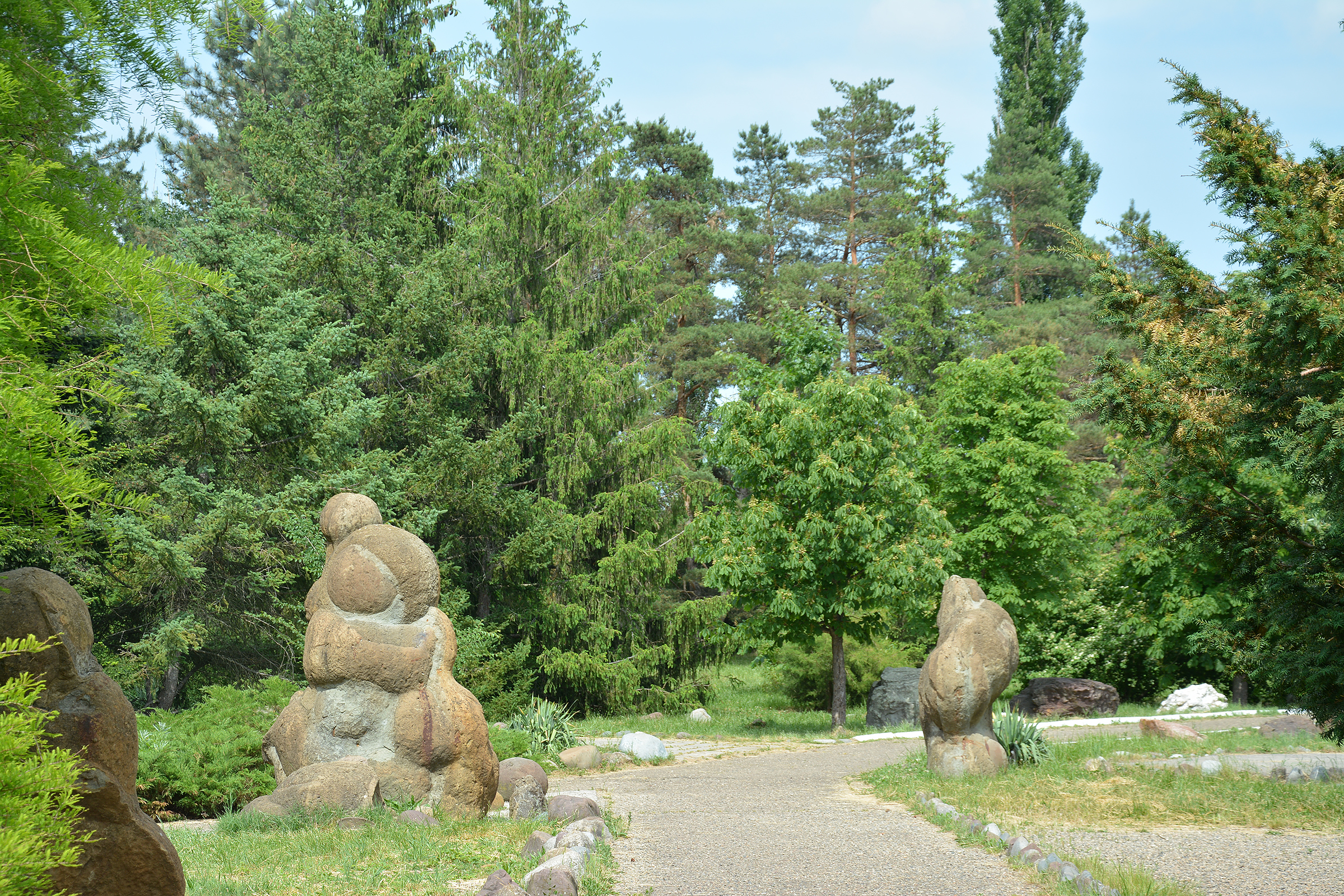

44°53′N 40°03′E / 44.883°N 40.050°E
吉阿金斯卡亞區（俄语：Гиагинский район），是俄羅斯的一個區，位於該國西南部，由阿迪格共和國負責管轄，始建於1934年12月31日，面積756.54平方公里，2010年人口31,766，人口密度每平方公里41.99人。